# Eudendrium capillare
Eudendrium capillare is een hydroïdpoliep uit de familie Eudendriidae. De poliep komt uit het geslacht Eudendrium. Eudendrium capillare werd in 1856 voor het eerst wetenschappelijk beschreven door Alder. 